# Večer
Večer è un quotidiano serale macedone fondato a Skopje nel 1963.

## Storia
Il quotidiano è stato fondato nel 1963, poco dopo il terremoto che aveva quasi completamente distrutto la città di Skopje e la sede di Nova Makedonija, l'unico quotidiano statale della Repubblica Socialista di Macedonia. Večer era stato pensato, prima di diventare un quotidiano a sé stante, a sostituire temporaneamente Nova Makedonija. Il suo primo numero uscì l'11 novembre 1963.